# 高増温泉
高増温泉（たかますおんせん）は、青森県北津軽郡板柳町にある温泉。別名不動の湯。

## 泉質
- 塩化物泉
  - 源泉温度44℃

## 効能
神経痛、リューマチ、疲労回復。

## 温泉
隣の高増神社とは源泉が別にあり、共同浴場と宿泊施設がある。
また、隣接する福祉施設の津軽の里高増も別な源泉である。

## 歴史
1964年（昭和39年）にボーリングによって温泉が開発された。開発者によれば、神のお告げによって温泉を開発したとされる。

## アクセス
- JR五能線 板柳駅より青森県道276号大俵板柳停車場線または青森県道35号五所川原岩木線を経由し、青森県道38号五所川原黒石線沿い、車で約10分。